# Soyuz TMA-04M
Soyuz TMA-04M fue un vuelo espacial a órbita terrestre baja, transportaba a tres miembros de la Expedición 31 a la tripulación de la Estación Espacial Internacional (ISS).
Fue lanzado el 15 de mayo de 2012 y aterrizó en 17 de septiembre de 2012, fue el vuelo n.º 113 de la misión Soyuz, desde su lanzamiento inicial en 1967, y el cuarto lanzamiento desde la mejora de la serie Soyuz TMA-M (el primero fue lanzado el 7 de octubre de 2010), la nave contaba con un sistema de control de vuelo modernizado y reducción en su peso.
Según el plan de la misión, la nave permaneció acoplada a la estación espacial para servir como vehículo de escape de emergencia durante la Expedición 31.
La nave llevó a la ISS una tripulación de tres personas (Guennadi Pádalka, Rusia, Serguéi Revin, Rusia, Joseph Acaba, Estados Unidos). La misión aterrizó con éxito en Kazajistán 17 de septiembre de 2012, a las 02:53 UTC.
La nave fue diseñada y fabricada por Space industry of Russia, la mayor empresa de la industria espacial rusa.